# Ankang Wazu Xiang
Ankang Wazu Xiang (kinesiska: 安康, 安康佤族乡) är en socken i Kina. Den ligger i provinsen Yunnan, i den sydvästra delen av landet, omkring 360 kilometer sydväst om provinshuvudstaden Kunming. Antalet invånare är 13 236. Befolkningen består av 6 191 kvinnor och 7 045 män. Barn under 15 år utgör 19,0 %, vuxna 15-64 år 75 %, och äldre över 65 år 5,0 %.
Genomsnittlig årsnederbörd är 1 374 millimeter. Den regnigaste månaden är juli, med i genomsnitt 383 mm nederbörd, och den torraste är februari, med 5 mm nederbörd.